# François Marie Edmond Chevrot
Pour les articles homonymes, voir Chevrot.
Compléments
Co-explorateur de la grotte de Balerne (Mont-sur-Monnet)
François Marie Edmond Chevrot né le 26 mai 1858 à Bosjean Saône-et-Loire et mort le 13 février 1944 à Bletterans dans le Jura est médecin français et un pionnier de la spéléologie française.

## Biographie
Docteur en médecine de la faculté de Paris, il est élu, au début du XXe siècle, conseiller général dans le  département du Jura et maire de Bletterans.
Il est également président-fondateur de la section de Lons-le-Saunier du Club alpin français (CAF), dès sa création en 1894. Il s’intéresse alors aux cavernes jurassiennes et s’entoure d’une équipe issue du CAF pour explorer quelques dizaines de grottes et gouffres du Jura, entre 1894 et 1898.
En 1903, il préside le Syndicat d'initiative du Jura et tente de développer le tourisme dans ce département.
Il meurt en 1944 dans la ville de Bletterans.

## Activités spéléologiques
Il est notamment connu, dans le domaine de la spéléologie, pour l’exploration partielle, dès 1896, de la grotte de Balerne (Mont-sur-Monnet).
Son exploration de 1896 a fait l’objet d’un compte rendu publié dans la revue de la Société de spéléologie,.
« Arrêtés une première fois à 460m par un à-pic de 20m, nous y sommes retournés avec une échelle de corde, et avons pu reconnaître une série de diverses galeries, mais l’abondance des suintements produits par les fortes pluies de l’année éteignait toutes nos lumières et l’exploration est loin de se trouver achevée ».
Il est classé, un siècle plus tard, parmi les pionniers de la spéléologie française.

## Publications
- Publications médicales
  - Recherches sur la rétraction de l’aponévrose palmaire et son traitement chirurgical, Paris, éd. Alphonse Derenne, 1882, [lire en ligne], 59 pages
  - Rapport sur la décomposition des campagnes et les moyens de la combattre, 1906[8].

- Publications spéléologiques
  - Spelunca, bulletin de la société de Spéléologie, 1897 : « Explorations dans le Jura, par MM. Bidot et Chevrot : Grotte de Balerne »[5].

- Publications touristiques